# Bastard!!
Bastard!! (яп. BASTARD!! -暗黒の破壊神- Басутадо!! Анкоку но Хакаисин, Бастард!! Тёмный бог разрушения) — манга Кадзуси Хагивары, издававшаяся с 1988 года в журналах Weekly Shonen Jump и Ultra Jump, а также одноимённое аниме в форматах OVA и ONA. Манга была одной из самых продаваемых в 2008 и 2012 годах. 
В феврале 2022 года Warner Bros. Japan анонсировала новое 24-серийное аниме на основе манги. Производством занимается студия Liden Films. Показ на Netflix начался 30 июня 2022 года, оставшиеся серии вышли 15 сентября. Второй сезон транслировался на Netflix с 31 июля 2023 года.

## Сюжет
Несколько сотен лет назад на Земле произошла катастрофа и человеческая цивилизация пала. Настало время беспорядков, колдовства и магии. Демоны начали терроризировать людей.
Пятнадцать лет назад Дарк Шнайдер, могущественный тёмный маг, собирался покорить весь мир. Он уничтожал королевства, но не оставался править ими, направляясь дальше по своему пути. Первосвященнику королевства Металликана тогда удалось остановить его.
Теперь четверо Лордов Хаоса, бывшие когда-то последователями Дарк Шнайдера, стремятся закончить его дело, срывая «магические печати», не пускающие в этот мир бога Тьмы, именуемого Ансла Сакс. Три печати сорваны, осталась только одна, которая как раз-таки находится в Металликане. У королевства нет воинов, способных сравниться по силе с наступающей армией. Единственным выходом может стать пробуждение Дарк Шнайдера, который был заточен в теле Люше, простого паренька, живущего при храме. Чтобы сделать это его должна поцеловать невинная девушка — дочь первосвященника, Йоко.
Но то, что маг пробудился не означает, что он захочет помогать королевству. Среди его первых целей отнюдь не защита Металликаны, а месть первосвященнику. В то же время, Дарк Шнайдер совершенно не заинтересован в появлении Бога Тьмы и не склонен убивать своих бывших соратников.

## Персонажи
Тиа Ното Йоко (яп. ティア・ノート・ヨーコ Тиа Ното Йоко) — главная героиня аниме, дочь первосвященника Металликаны, защищает Люше по мере возможностей. Единственный человек, кого боится Дарк Шнайдер, и в то же время любит.
Сэйю: Юка Кояма (OVA), Томори Кусуноки (ONA)
Дарк «Дарш» Шнайдер (яп. ダーク・シュナイダー Даку Сюнайда) — самый могущественный волшебник в мире, пятнадцать лет назад оказавшийся заточенным в теле маленького мальчика по имени Люсьен «Люше» Ренлен (яп. ルーシェ・レンレン Рюшэ Рэнрэн). Предпочитает чёрную и огненную магию, но не знает ни одного заклинания холода. Часто позволяет думать, что враги убили его, чтобы потом появиться со своей усмешкой и разочаровать их. Бессмертен. Ему более 400 лет, но выглядит не старше 30. Поцелуй невинной девушки заставляет менять его форму (то есть поцелуй Дарша сделает его Люше, а поцелуй Люше пробудит Дарк Шнайдера). Любит женщин, одно время даже имел целый гарем. Обладатель легендарного Меча Пламени, в котором заточён ифрит. Имя — отсылка к Удо Диркшнайдеру.
Сэйю: Кадзуки Яо (OVA), Юрико Футидзаки (OVA), Кисё Танияма (ONA), Канаэ Ито (ONA)
Мастер-ниндзя Гара (яп. ガラ Гара) — мастер ниндзюцу, один из генералов Дарка Шнайдера. Огромный мускулистый воин, обладатель легендарного клинка Мурамаса. В его подчинении находится армия тёмных ниндзя, численностью в 2000 человек.
Сэйю: Тэссё Гэнда (OVA), Хироки Ясумото (ONA)
Аршес Ней (яп. アーシェス・ネイ Асэсу Нэй) — наполовину человек, наполовину тёмная эльфийка. Дарк Шнайдер нашёл её, когда она была изгнана из своего племени, и воспитал как свою дочь и ученицу. Она же стала почти на сотню лет, и его любовницей. Имеет прозвище «Громовая императрица». Хозяйка Райджинкена,- легендарного Меча Молний, в котором живёт громовое чудище Нуэ. Весьма искусна как в магии, так и во владении мечом. В её подчинении находятся трое генералов-чародеев.
Сэйю: Рэй Сакума (OVA), Ёко Хикаса (ONA)
Калсу (яп. カルス Карусу) — второй генерал Дарка Шнайдера. Повелитель льда и холода. Как и Аршес Ней, был спасён и усыновлён Дарком, когда был ещё ребёнком. Может похвастаться чрезмерной силой и способностью по своему желанию превращаться в Ледяного Дракона, так же как и его настоящий родной отец. Владеет Ледяным Фальшионом,- легендарным волшебным мечом, и наделен магической силой от природы. Ему подчиняются 12 генералов-вассалов, известные как «чародеи-сёгуны». В прошлом имел ученика Кевидабу. Имя персонажа является отсылкой к Калу Свону — шотландскому автору песен и вокалисту групп Lion, Tytan и Bad Moon Rising.
Сэйю: Тосихико Сэки (OVA), Кэнсё Оно (ONA)
Абигаил (яп. アビゲイル Абигэйру) — достаточно могущественный священник, взявшийся пробудить Бога Тьмы. Манипулирует оставшимися генералами Дарка Шнайдера. Единственный, кто с самого начала не был на стороне Дарка, а просто боялся его силы. Известен как «Пророк потустороннего мира» и «Пророк Аида».
Сэйю: Рюдзабуро Отомо (OVA), Томокадзу Сугита (ONA)
Ларс Уль Металликана (яп. ラーズ・ウル・メタ=リカーナ Радзу Уру Мета-рикана) — небольшой синий дракон. Называется себя главным врагом Дарка Шнайдера в прошлом, Дарш этого не отрицает, но и не подтверждает. Ларс — брат принцессы Шейлы, что означает, что он принц Металликаны. Имя «Ларс» — отсылка к Ларсу Ульриху, барабанщику Metallica.
Сэйю: Масами Кикути (OVA), Ёсицугу Мацуока (ONA)
Шейла Туэль Металликана (яп. シーラ・トェル・メタ=リカーナ Сира Тэру Мета-рикана) — принцесса Металликаны. Симпатичная и скромная девушка, исполнена решимости как можно лучше исполнить свой долг перед страной.
Сэйю: Конами Ёсида (OVA), Нао Тояма (ONA)
Джео Ното Сото (яп. ジオ・ノート・ソート Дзио Ното Сото) — могущественный священник, отец Йоко. Сумел заточить Дарша в теле мальчика. Является первосвященником Металликаны. Поначалу — ненавидит Дарка Шнайдера, но впоследствии их отношения немного улучшаются. Силён как в защитной магии, так и в рукопашном бою. Имя персонажа — отсылка к американскому рок-певцу Джеффу Со́то.
Сэйю: Нобуо Танака (OVA), Хисаси Идзуми (ONA)
Бон Джовина (яп. ボン・ジョヴィーナ Бон Джовина) — капитан-неудачник гвардии Металликаны. Его постоянно побеждают враги, но он всё равно выживает, чтобы проиграть чуть позже другому врагу. Ему совершенно не нравится Дарк Шнайдер, но он предан Металликане. Его имя — отсылка к рок-группе Bon Jovi.
Сэйю: Такко Исимори (OVA), Волкано Ота (ONA)
Обаба (яп. オババ Обаба) — пророчица и гадалка, которая служит Металликане. Магия этой пожилой женщины сфокусирована на гадании и предсказании будущего. Она использует свой хрустальный шар для того, чтобы увидеть грядущие события. За 15 лет до начала сюжета манги и аниме, помогла священнику Джео скрыть личность перерожденного Дарка Шнайдера за священной печатью.
Сэйю: Томо Саэки (OVA), Юко Татибана (ONA)
Шон Хари (яп. シーン・ハリ Син Хари) — сирота войны, которую вырастила Аршес Ней, а так же обучала Высшей Древней Магии. В совершенстве освоила магию талисманов и стала одной из трех генералов-чародеев под командованием Аршес. Её имя — отсылка к вокалисту Diamond Head Шону Харрису.
Сэйю: Вакана Ямадзаки (OVA), Ари Одзава (ONA)
Кай Хан (яп. カイ・ハーン Кай Хан) — волшебница и воительница, вторая из генералов-чародеев под началом Аршес Ней. Она владеет древним стилем фехтования Харикен и забытой магией, при этом её магические навыки более развиты, чем у Шон Хари. Имя персонажа — отсылка к Каю Хансену, бывшему вокалисту Helloween и лидеру Gamma Ray.
Сэйю: Юко Кобаяси (OVA), Сидзука Ито (ONA)
Ди-Амон (яп. ダイ＝アモン Дай-Амон) — третий из генералов-чародеев Аршес Ней. Тщеславный волшебник, превратившийся в вампира, прежде чем присоединиться к Темной Армии Повстанцев. Способен воскреснуть в виде летучей мыши, а затем воссоздать своё человеческое тело. Он «Истинный Праотец», что делает его самым могущественным среди бессмертных. Пил кровь девственниц, что бы превзойти Ней и Калсу, планируя свергнуть их в дальнейшем. Его внешний вид примечателен выпуклыми мышцами и безвкусным макияжем. Создан по образу King Diamond. Даже в OVA демонстрируется его любовь к музыке, пению и раскраске лица.
Сэйю: Сигэру Тиба (OVA), Такэхито Коясу (ONA)
Ингви фон Мальмстин (яп. イングヴェイ・フォン・マルムスティーン Ингувуэи фон Марумусутин) — первый из 12 вассалов верховного короля Калсу. Спокойный и немногословный человек, идущий своим путем. Талантливый фехтовальщик, который атакует внезапными и молниеносными ударами. Испытывает небольшую слабость к красавицам. Имя персонажа — отсылка к И́нгви Йо́ханну Ма́льмстину, шведско-американскому гитаристу, мультиинструменталисту, композитору и основателю группы «Rising Force».
Сэйю: Дзюнъити Сувабэ (ONA)
Зеон Сол Ванденберг (яп. ジオン・ゾル・ヴァンデンヴァーグ Дзион зору Вандэнвагу) — второй из 12 чародеев-сёгунов Калсу. Не может использовать магию, но его «демонический клинок» Пожиратель Душ способен нейтрализовать большую часть магии, направленной против него, а также поглощать души побежденных врагов. Фамилия персонажа «Vandenberg» — отсылка к голландско-американской хард-рок-группе из Амстердама и Лос-Анджелеса, а так же к её основателю — Адриану Ванденбергу.
Сэйю: Кодзи Юса (ONA)
Макалпин Тони Штраус (яп. マカパイン・トーニ・シュトラウス Макапайн Тони Шатораусу) — третий из 12 чародеев-сёгунов Калсу. Управляет едва заметными волшебными нитями, которые без особых усилий могут резать и кромсать людей. Один из немногих выживших в Битве при Ковчеге. Имя персонажа — отсылка к Тони Макалпину, американскому гитаристу-виртуозу, клавишнику и композитору.
Сэйю: Дзюн Фукуяма (ONA)
Ба Тори (яп. バ・ソリー Ба Сори) — четвёртый из 12 чародеев-сёгунов Калсу. Полимант, который содержит в своем теле сотни миллионов жуков. Типы жуков, которые он носит в своем теле, разнообразны, включая регенерирующих жуков, которые восстанавливают себя, и кровососущих жуков, а также жуков, которые усиливают его собственные способности, такие как восприятие и приращение. Подобно Макалпину, он считает Ингви, первого из чародеев-сёгунов, своим соперником. Характерен своим вспыльчивым и ожесточенным поведением. Имя персонажа — отсылка к шведской музыкальной группе Bathory.
Сэйю: Минору Хирота (ONA)
Рен Ди Роадс Штейн Нойбаутен (яп. ラン・ディ・ローズ・シュタイン・ノイバウテン Ран Ди Розу Шутайн Нойбаутен) — пятый из 12 чародеев-сёгунов Калсу. Фехтовальщик из наемников, а его главное оружие — Огненный Хлыст. Он и его близкий друг Ингви считаются лучшими из двенадцати чародеев-сёгунов с точки зрения мастерства. Единственный среди них со щитом. В прошлом имел дело с Кай Хан и Шон Хари. Полное имя персонажа — отсылка к американскому гитаристу-виртуозу Рэ́ндаллу Уи́льяму «Рэ́нди» Ро́адс и одновременно к немецкой музыкальной группе Einstürzende Neubauten.
Сэйю: Дайсукэ Хиракава (ONA)
Сайкс фон Сноувайт (Белоснежный) (яп. サイクス・フォン・スノーホワイト Сайкусу фон Суноховайто) — шестой из 12 чародеев-сёгунов Калсу. Маг с научным подходом. Обладает тягой к знаниям и эрудицией, но при этом так же и скверным нравом. Носит с собой рапиру, но его основная атака — создать линию разлома в пространстве при помощи меча и порезать цель, которую невозможно защитить ни доспехами, ни щитом. Следует за Калсу исходя из собственных амбиций. Полное имя персонажа — отсылка к Джону Джеймсу Сайксу, британскому гитаристу, вокалисту и автору песен, и в то же время к знаменитой сказке братьев Гримм, что так же подтверждается его внешностью.
Сэйю: Ацуси Тамару (ONA)
Росс Забосс Фридрих (яп. ロス・ザボス・フリードリッヒ Росу Забосу Фуридорихи) — седьмой из 12 чародеев-сёгунов Калсу. Наделённый волшебной силой фехтовальщик, использующий гравитацию, чтобы сокрушить противников своим мечом. Он из знатного рода, но по тем или иным причинам утратил своё положение гладиатора. Умеет взламывать замки и полон загадок. Любит драгоценности и ненавидит такие слова, как «дружба» и «доверие». Имя персонажа — отсылка к Россу «The Boss’y» Фридмену, американскому гитаристу.
Сэйю: Ватару Комада (ONA)
Бол Гил Бол (яп. ボル・ギル・ボル Бору Гирю Бору) — восьмой из 12 чародеев-сёгунов Калсу. Мастер теней из далекого племени, унаследовавший мистическую способность управлять тенями по своему желанию. У него темперамент воина, признающего силу даже своих врагов. Носит черную броню с острыми шипами в форме ножей и отравленный меч в качестве оружия.
Сэйю: Такахиро Фудзивара (ONA)
Ида Дисна (яп. イダ・ディースナ Ида Дисуна) — девятый из 12 чародеев-сёгунов Калсу. Его класс — Иллюзионист Мира Демонов. Также известен как Вызыватель, поскольку может призывать существ из мира демонов с помощью двух хрустальных шаров на поясе. Любимое оружие Иды — Железный Веер. Для него характерно крупное телосложение и макияж на лице, мало чем отличающийся от макияжа вызывателя. Имя персонажа — отсылка к американскому рок-музыканту Ди Снайдеру.
Сэйю: Тайсукэ Накано (ONA)
Влад Киллс (яп. ブラド・キルス Бурадо Кирюсу) — десятый из 12 чародеев-сёгунов Калсу. Может похвастаться массивным телосложением и ростом почти в три метра. Носит огромную кольчугу и полный латный доспех. Обладая чудовищной силой, он владеет оружием, представляющим собой комбинацию боевого молота и двуручного топора. С оглядкой на то, как он сражается, Влада прозвали ходячим танком, несмотря на то, что он рыцарь.
Сэйю: Хината Тадокоро (ONA)
Зак Уолдер (яп. ザック・ワルダー Закку Варуда) — одиннадцатый из 12 чародеев-сёгунов Калсу. Мастер боевых искусств, освоивший легендарное боевое искусство, известное как каратэ. Способен наносить сотни ударов кулаками за одну секунду. Его любимым оружием является Звуковой Меч. Использует пару маленьких мечей с двойными лезвиями, движения которых способны достигать скорости звука. Подобно Шелле, он самый младший из чародеев-сёгунов. Имя персонажа — отсылка к Закку Уайлду, американскому рок-музыканту, гитаристу, вокалисту и автору песен.
Сэйю: Томохиро Ямагути (ONA)
Шелла И. Ли (яп. シェラ・イー・リー Сера И-Ри) — последняя из 12 чародеев-сёгунов Калсу и единственная девушка среди них. Она бывший бард и владеет природной магией. Может удлинять свои ногти, превращая их в огромные когти, способные резать камни. Музыка, которую она играет на своей лире, несёт смятение и смерть тем, кто её слушает. Ищет мессию, который мог бы спасти мир, и надеется, что Калсу под силу эта задача. Имя персонажа — отсылка к Шейле И. и одновременно к Джейку И Ли.
Сэйю: Асами Сэто (ONA)
Нильс Шон Мифун (яп. ニルス・ショーン・ミフネ Нирусу Сён Мифунэ) — один из Пяти Героев Металликаны, который сражался вместе с принцем Ларсом и священником Джео в Войне Големов. Позднее стал сенешалем Айрон Майден. Он мастер стиля Киокушин Итто, а его класс — Верховный Мастер Самурай. Джошуа — один из его учеников. Имя персонажа — отсылка к американскому гитаристу Нилу Шону.
Сэйю: Сё Хаями (ONA)
Джошуа Бела́йя (яп. ヨシュア・ベラヒア Йосюа Берахиа) — предводитель самураев из престижной самурайской семьи. Ещё в юном возрасте получил звание «Мастера Самурая» и был опытным инструктором в додзё Мифуна. Он очень гордится тем, что он самурай, и не желает делать ничего, что не соответствует верности или вежливости. Заботится о Кай Хан и испытывает к ней особые чувства. Его сильнейший приём — «Клинок Ашуры в Танце Бабочек». Имя персонажа — отсылка к Джошуа Пера́йя, американскому гитаристу, и к его христианской метал-группе «Joshua».
Сэйю: Такума Тэрасима (ONA)
Шен Кер (яп. シェン・カー Сень Ка) — второй по значимости самурай. Мастер стиля под названием «Школа Теней». Владеет убийственными мечами, не позволяющими противнику применять магию. Финальная атака Шен Кера заставляет получателя упустить меч из виду. Многие уверены, что его навыки фехтовальщика превосходят даже мастерство Джошуа. Любимый меч этого самурая — Курояша, демонический клинок с черным лезвием. Имя персонажа — отсылка к Михаэлю Шенкеру, немецкому хард-рок и хэви-метал гитаристу.
Сэйю: Рюити Кидзима (ONA)
Вай Стив (яп. ヴァイ・ステアベ Вуай Сутэабэ) — самый молодой самурай в окружении Верховного Мастера. Неопытен в фехтовании, но его стойкость делает его самураем № 3. Искусен в чародейской магии. Влюблен в Йоко и знает, что его соперник Дарк Шнайдер. Имя персонажа — отсылка к Стиву Вай, американскому гитаристу-виртуозу, композитору и вокалисту.
Сэйю: Тайто Бан (ONA)
Йорг Фишес (яп. ヨルグ・フィシス Йоругу Фисису) — темнокожий самурай-центурион. Владеет киппо и боди-артом в сочетании с фехтованием. Он также амбидекстр и может как хочет изменять свою позицию. Зарекомендовал себя как праведный и справедливый человек. Близкий друг Джошуа. Имя персонажа — отсылка к немецкому гитаристу Йоргу Фишеру.
Сэйю: Дзюн Касама (ONA)
Хэммет (яп. ハメット Хаметто) — один из самураев. Он носит очки и одежду, которая не похожа на самурайскую. При этом у него хорошо развиты способности тактического планирования. Обычно не принимает участия в сражениях на передовой в качестве бойца, являясь одним из наиболее приближенных советников Мифуна и членом генерального штаба повстанческой армии. Имя персонажа — отсылка к американскому гитаристу Кирку Хэмметту.
Сэйю: Сёмару Дзоза (ONA)
Мохи (яп. モヒ Мохи) — один из рядовых самураев, который является другом Вай Стива. Носит ирокез, прическу, так же известную как «mohawk», и многие полагают, что именно благодаря этой особенности у него появилось соответствующее «имя», в то время как настоящее имя остается тайной.
Сэйю: Сэйю Фудзивара (ONA)
Ангус Ян (яп. アンガス・ヤーン Ангасу Йан) — самурай из Айрон Майден. Он одаренный писатель и, как говорят, хорош в сэнрю и хайку. Его тело на один размер больше чем у чародея-сёгуна Влада, а любимое оружие — гигантское скрещенное копьё «Трезубец Замбо». Этот самурай предстает перед окружающими как молчаливый, тихий и нежный великан, внешне похожий на более высокого и мускулистого Абигайла. Товарищи Ангуса считают его загадочной личностью. Имя персонажа — отсылка к гитаристу Ангусу МакКиннону Янгу.
Сэйю: Томокадзу Сугита (ONA)
Ансла Сакс (Антрасакс) (яп. アンスラサクス Ансурасакусу) — Бог Разрушения. Была создана учёными, магами и алхимиками старого мира, чтобы положить конец всем конфликтам. Но Ансла Сакс действовала по своей собственной воле, сочла человечество недостойным для существования и устроила общепланетарный геноцид, прежде чем потерпела поражение от Рыцаря Дракона в битве, изменившей мир. После этого была скована четырьмя печатями и заточена глубоко под землёй. На месте её погребения был построен замок королевства Джудас. Когда была сорвана первая печать, подчинила себе волю и разум Абигайла. Позднее сделала тоже и самое с Калсу. Имя божества — отсылка к музыкальной группе Anthrax.
Сэйю: Мами Кояма (ONA)

## Влияние и критика
На сюжет манги повлияла серия книг Fighting Fantasy, а также любовь автора к металу и хард-року. Хагивара делал отсылки к таким группам как Bon Jovi, Accept, Stryper, Judas Priest, Whitesnake, Def Leppard, Guns N’ Roses, Metallica, Anthrax, Helloween, и Black Sabbath. Bastard («Ублюдок») — оригинальный вариант названия Motörhead.
По мнению Бориса Иванова, Bastard!! в значительной степени близок к японской мифологии, хотя использовал привычные фэнтези-мотивы и расы (в частности, тёмных эльфов). Стоит отметить сложную систему магических заклинаний — каждое из них предварялось обращением к высшим силам и заканчивалось ключевым словом или словосочетанием. Эта система в дальнейшем стала основой многих фэнтези-аниме. Произнесение названия удара или приёма — типичный элемент произведений о боевых искусствах. Наиболее необычным было распределение персонажей между сторонами добра и зла. Изменения в характере Дарк Шнайдера происходили постепенно, и до самого конца он не превратился в «пай-мальчика». Как никогда ранее, в Bastard!! очень чётко проявилась идея синтоизма об относительности и иллюзорности понятий «абсолютное зло» и «абсолютное добро». Дарк Шнайдер — не просто слуга тьмы, он её незаконнорожденный сын (отсюда Bastard в названии).